# سليلة المرارة
سليلة المرارة (بالإنجليزية: Gallbladder polyp)‏ هي آفات سليلية الشكل أو أورام تنمو في جدار المرارة، والسليلة الحقيقية هي تراكمات غير طبيعية للأنسجة الغشائية المخاطية التي عادة ما يتم التخلص منها من قِبَل الجسم. وتشمل الأنواع الرئيسية للنمو السليلي في المرارة: سليلة الكوليسترول، والورام العضلي الغدي، وسليلة الكوليسترول مع خلل التنسج الليفي في المرارة، وتصلب المرارة المفرط، والسرطانة الغدية.

## العلامات والأعراض
معظم تلك الأورام لا تسبب أعراضًا ملحوظة. وعادة ما يتم العثور عليها بالمصادفة عند فحص البطن عن طريق الموجات فوق الصوتية لحالات أخرى عادة ما تكون آلام في البطن.

## علم الأمراض
معظم الأورام السليلية الصغيرة (أقل من 1 سم) ليست سرطانية وقد تبقى دون تغيير لسنوات. ومع ذلك، عندما تحدث الأورام السليلية الصغيرة مع حالات أخرى، مثل التهاب الأوعية الصفراوية المصلب الابتدائي، فإنها تكون أقل احتمالا لتكون حميدة، بينما الأورام السليلية الكبيرة هي أكثر عرضة للتطور إلى السرطانة الغدية.
تتميز سليلة الكوليسترول بأنها تكون مبطنة من الخارج بالغشاء المخاطي للمرارة في شكل بروزات تشبه الأصابع؛ بسبب التراكم المفرط للكوليسترول والدهون الثلاثية ضمن الخلايا البلعمية في البطانة الظهارية. وتشكل هذه الاورام السليلية الكوليسترولية معظم أورام المرارة الحميدة.
ويصف الورام العضلي الغدي الحالة المريضة للمرارة عندما يكون جدار المرارة سميكًا بشكل مفرط؛ بسبب تكاثر وانتشار الطبقة الخلوية تحت السطحية، ويتميز بوجود طيات عميقة في الطبقة العضلية. وقد يكشف التصوير بالموجات فوق الصوتية جدار المرارة السميك مع رتوج داخل العضلات، تسمى الجيوب جيوب روكيتانسكي - آشوف (بالإنجليزية: Rokitansky-Aschoff sinuses)‏.

## التشخيص

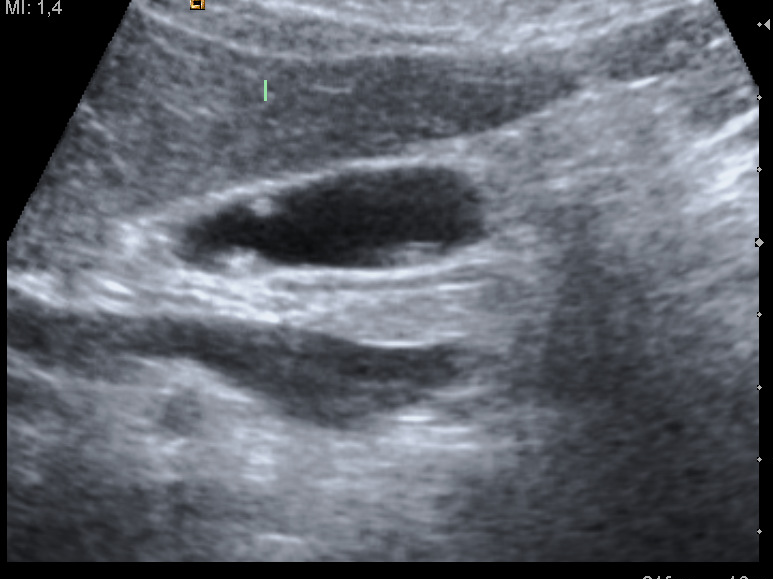
صورة بالموجات فوق الصوتية لسليلة بالمرارة طولها 3-7ملم.

يتم التشخيص بواسطة التصوير بالموجات فوق الصوتية، والتصوير المقطعي المحوسب.

## العلاج
معظم السليلات تكون حميدة ولا تحتاج إلى إزالتها. ويوصى بالاستئصال الجراحي للمرارة عندما يتم العثور على سليلة مرارية يزيد حجمها عن 1 سم، حتى إذا لم يكن لدى الشخص أعراض مرتبطة بالورم بشكل واضح. وتعد جراحة المناظير خيارًا مناسبًا لعلاج الأورام الحميدة الصغيرة أو الفردية.

## وبائيات
تؤثر الآفات الشبيهة بالسليلة في المرارة على ما يقرب من 5٪ من السكان البالغين. والأسباب غير مؤكدة، ولكن هناك علاقة محددة مع زيادة العمر ووجود حصى في المرارة. ولا يعاني معظم الأفراد المصابين من أعراض، وتم الكشف عن سلائل المرارة أثناء تصوير البطن بالموجات فوق الصوتية في البطن لأسباب أخرى.
والإصابة بالسلائل المرارية أعلى بين الرجال أكثر من النساء. الانتشار العام بين الرجال من أصل صيني هو 9.5٪، وهي نسبة أعلى من الأنواع العرقية الأخرى.